# Mestosoma hylaeicum
Mestosoma hylaeicum är en mångfotingart som beskrevs av Jeekel 1963. Mestosoma hylaeicum ingår i släktet Mestosoma och familjen orangeridubbelfotingar. Inga underarter finns listade i Catalogue of Life.